# Theodore Martin
Sir Theodore Martin (Edimburgo, 16 settembre 1816 – 18 agosto 1909) è stato un poeta e scrittore scozzese.

## Biografia
In vita ha ricevuto l'RVO (Ordine Reale Vittoriano) e il KCB (Ordine del Bagno), figlio di James Martin studiò ad Edimburgo alla Royal High School. La sua ballata Bon Gaultier scritta con William Edmondstoune Aytoun, opera che all'epoca ebbe un grande successo (prima apparsa su riviste poi ebbe una rivisitazione in un libro), la sua opera più famosa fu Life of the Prince Consort. Fu anche traduttore di opere dei più famosi scrittori: Heinrich Heine, Dante, Friedrich Schiller, Adam Gottlob Oehlenschläger.

## Opere
- Le ballate di Bon Gaultier, parodie burlesche (1842-1844)
- Life of the Prince Consort (1874-1880)
- Lives of Professor Aytoun
- Lord Lyndhurst